# Équipe de France de football gaélique
Ne doit pas être confondu avec .
L'Equipe de France de football gaélique créée en 2014, est l'équipe nationale qui représente la France en football gaélique. Elle est constituée d'une sélection féminine et masculine, composée chacune de joueurs et joueuses français sous l'égide de la Fédération de football gaélique (FFG).

## Histoire

### Les origines
La première apparition d'une équipe de France improvisée a lieu le 14 novembre 2004 à Colombes contre une sélection des meilleurs irlandais jouant en France.
Néanmoins, le premier match officiel de l'équipe de France a lieu le 15 novembre 2014. Les équipes de France masculines et féminines apparaissent pour la première fois à l'occasion des dix ans de la Fédération française de football gaélique. Les deux sélections se sont vues vaincre leurs homologues italiens au Stade Corbarieu de Toulouse,,.

### Coupe du monde 2016

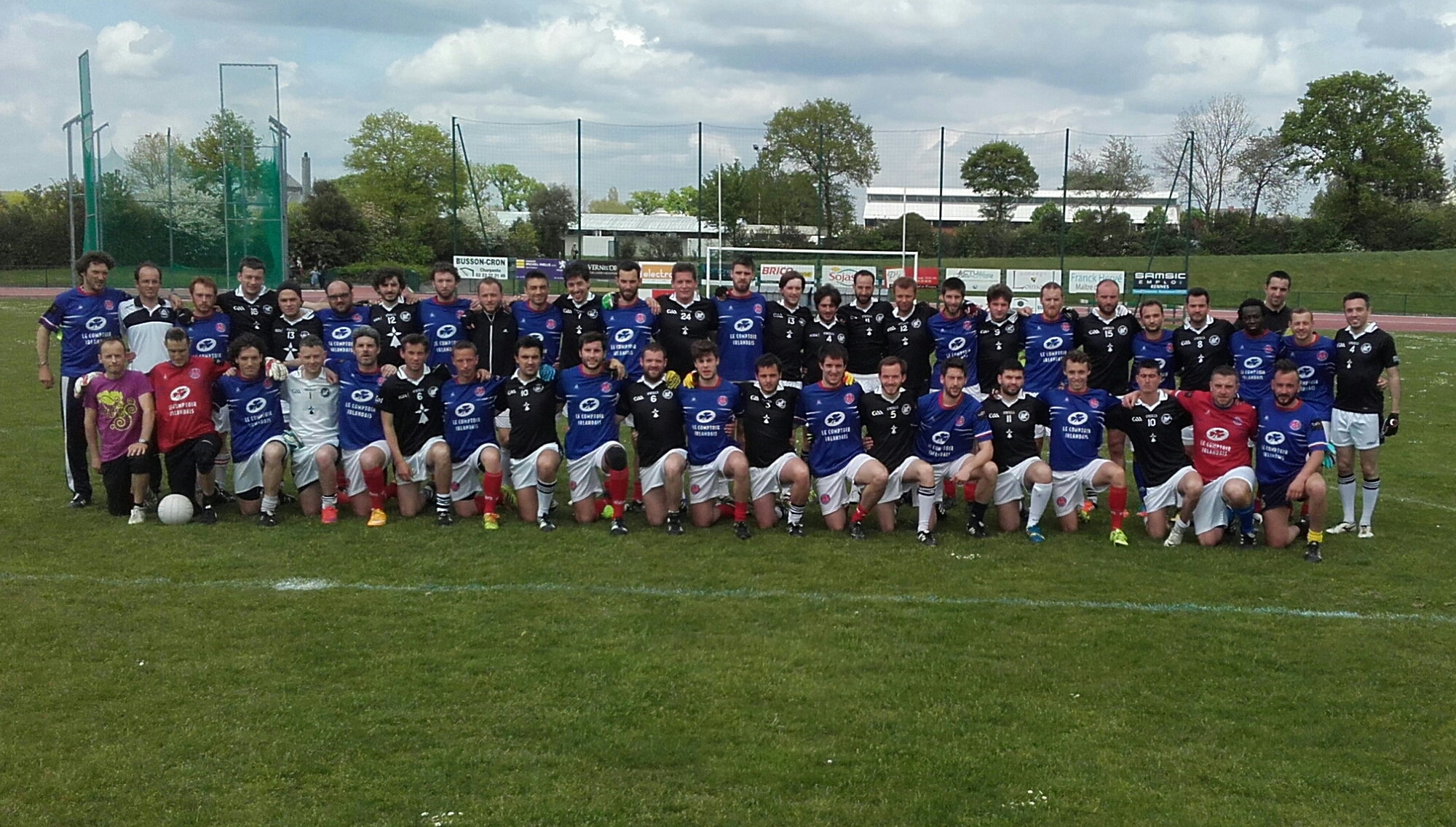
Match France - Bretagne le 7 mai 2016 à Liffré.

La première édition de la coupe du monde des sports gaéliques est organisée en mars 2015 à Abu Dhabi par la GAA. La Fédération française ne présente pas d'équipe à cette compétition. 
La deuxième édition de la coupe des sports gaéliques a lieu du 7 au 12 août 2016 à Dublin. Les matches de poule ont lieu à l'University College Dublin et les finales ont lieu dans le stade de Croke Park. La compétition comprend pour chaque sport gaélique (football gaélique masculin et féminin, hurling et camogie) une compétition pour les natifs (native born players, joueurs de la nationalité des pays représentés) et une compétition pour les irlandais (irish born players, joueurs irlandais jouant dans un club du pays représenté). La Fédération française présente une équipe masculine et une équipe féminine dans les compétitions native born players.
L'équipe de France fait un bon parcours lors de ses matches de poule en finissant invaincue. Elle est reversée dans le tournoi principal où elle est également invaincue après de victoires larges contre l'Argentine (équipe championne du monde 2015) et l'Allemagne, le score étant plus serré contre la Galice.
L'équipe de France se retrouve en finale contre New York. Le match a lieu le 12 août 2016 dans le stade de Croke Park. Après avoir mené en début de match, les français s'inclinent finalement 17 à 12. L'équipe de France devient vice-championne du monde pour sa première participation. 
| 12 août 2016 | France | 1-9 (12) - 4-5 (17) | New York | Croke Park, Dublin |  |
| 15h30        |        | (8 - 13)            |          |                    |  |

## Sélection féminine

### Palmarès

#### Championnat du monde (World Games)
Catégorie native born players :
- 2015 : non disputé
- 2016 : 4ème
- 2019 : 1ère du shield (2ème tableau)
- 2023 : demi-finaliste de la cup (1er tableau)

#### Coupe d'Europe des nations (Euro Games)
- 2018 : Vice-championne d'Europe
- 2022 : Championne d'Europe

### Joueuses

#### Effectif 2022
| Nom                | Poste            | Club                          |
| ------------------ | ---------------- | ----------------------------- |
| Dinier Laurie      | Gardienne        | Rennes Ar Gwazi Gouez         |
| Lecoq Julia        | Défenseur        | Rennes Ar Gwazi Gouez         |
| Duquesne Flora     | Défenseur        | Le Havre                      |
| Maso Marion        | Défenseur        | Paris Gaels GAA               |
| Debruille Nuria    | Milieux défensif | Paris Gaels GAA               |
| Boulogne Corentine | Milieux défensif | Rennes Ar Gwazi Gouez         |
| Léon Tiphaine      | Milieux          | Rennes Ar Gwazi Gouez         |
| Roche Estelle      | Milieux          | Clermont Gaelic Football club |
| Hamon Lisa         | Milieux offensif | Rennes Ar Gwazi Gouez         |
| Siloret Marianne   | Attaquante       | Rennes Ar Gwazi Gouez         |
| Dranguet Amandine  | Attaquante       | Nantes Football gaélique      |
| Jolicard Solène    | Attanquante      | Clermont Gaelic Football club |

### Sélectionneurs
|   | Période d'activité | Nom                   |
| - | ------------------ | --------------------- |
| 1 | 2014 - 2017        | Jean Philippe Meunier |
| 2 | 2017 - 2019        | Jonathan Jasuilek     |
| 3 | Depuis 2019        | Claire Bonnal         |

## Sélection masculine

### Liste des matches de l'équipe de France
| Année | Date             | Lieu       | Équipe     | Score      | Score     | Équipe               | Évènement                                           |
| ----- | ---------------- | ---------- | ---------- | ---------- | --------- | -------------------- | --------------------------------------------------- |
| 2014  | 15 novembre 2014 | Toulouse   | France     | 8-23 (41)  | 0-5 (5)   | Italie               | Match amical                                        |
| 2015  | 7 novembre 2015  | Pantin     | France     | 4-14 (26)  | 3-12 (21) | Sélection irlandaise | Match amical                                        |
| 2016  | 7 mai 2016       | Liffré     | Bretagne   |            |           | France               | Match de préparation pour les championnats du monde |
| 2016  | 2 juillet 2016   | Erdeven    | Bretagne   |            |           | France               | Match de préparation pour les championnats du monde |
| 2016  | 9 août 2016      | Dublin     | France     | 6-13 (31)  | 0-0 (0)   | Allemagne            | Championnats du Monde - Matches de Poules           |
| 2016  | 9 août 2016      | Dublin     | France     | 3-10 (19)  | 0-0 (2)   | Oman                 | Championnats du Monde - Matches de Poules           |
| 2016  | 9 août 2016      | Dublin     | France     | 11-11 (44) | 0-0 (0)   | Pékin                | Championnats du Monde - Matches de Poules           |
| 2016  | 9 août 2016      | Dublin     | France     | (15)       | (7)       | San Francisco        | Championnats du Monde - Matches de Poules           |
| 2016  | 10 août 2016     | Dublin     | France     | 2-5 (11)   | 0-0 (0)   | Argentine            | Championnats du Monde - Tournoi principal           |
| 2016  | 10 août 2016     | Dublin     | France     | 3-10 (19)  | 0-0 (0)   | Allemagne            | Championnats du Monde - Tournoi principal           |
| 2016  | 10 août 2016     | Dublin     | France     | 0-9 (9)    | 1-4 (7)   | Galice               | Championnats du Monde - Tournoi principal           |
| 2016  | 12 août 2016     | Dublin     | France     | 1-9 (12)   | 4-5 (17)  | New York             | Championnats du Monde - Finale                      |
| 2017  | 18 mars 2017     | Ourense    | Galice     | 2-11 (17)  | 7-29 (50) | France               | Match amical                                        |
| 2018  | 24 mars 2018     | Luxembourg | Luxembourg | 3-13 (22)  | 8-37 (61) | France               | Match amical                                        |

### Palmarès

#### Championnat du monde (World Games)
Catégorie native born players :
- 2015 : non disputé
- 2016 : Vice-champion du monde
- 2023 : Vice-champion du monde

#### Coupe d’Europe des nations (Euro Games)
- 2017 : non disputé
- 2018 à Lorient (Bretagne): Champion d'Europe
- 2025 à Vannes : Champion d'Europe

### Joueurs

#### Effectif 2016
Effectif retenu pour la coupe du monde de football gaélique 2016.
| N° | Nom               | Poste            | Club                          |
| -- | ----------------- | ---------------- | ----------------------------- |
| 1  | Bruno Durocher    | Gardien          | EGHB Liffré                   |
| 10 | David Gauvin      | Défenseur        | Rennes Ar Gwazi Gouez         |
| 5  | Tony Hercé        | Défenseur        | Rennes Ar Gwazi Gouez         |
| 8  | Antoine Duros     | Milieur défensif | EGHB Liffré                   |
| 6  | Baptiste Lézin    | Milieur défensif | Bordeaux Gaelic Football      |
| 2  | Léo Blanchamp     | Milieu           | Clermont Gaelic Football club |
| 9  | Vincent Durrmann  | Milieu           | EGHB Liffré                   |
| 7  | Yohan Kersuzan    | Milieu           | EGHB Liffré                   |
| 12 | Lilian Hirigoyen  | Milieu offensif  | Paris Gaels GAA               |
| 11 | Gwenolé Léost     | Milieu offensif  | Rennes Ar Gwazi Gouez         |
| 3  | Mickaël Bonnet    | Attaquant        | Clermont Gaelic Football club |
| 13 | Antoine Botrel    | Attaquant        | EGHB Liffré                   |
| 4  | François Philippe | Attaquant        | Gaelic Football Club Niort    |

Entraîneur :   Olivier Kowarski
Capitaine :   Antoine Duros  

#### Effectif 2019
Effectif retenu pour la coupe du monde de football gaélique 2019.
| N° | Nom              | Poste            | Club                          |
| -- | ---------------- | ---------------- | ----------------------------- |
| 1  | Bruno Durocher   | Gardien          | EGHB Liffré                   |
| 7  | Baptiste Lézin   | Défenseur        | Bordeaux Gaelic Football      |
| 10 | Tony Hercé       | Défenseur        | Paris Gaels GAA               |
| 8  | Paul-Ewen Rault  | Défenseur        | Nantes Football gaélique      |
| 5  | Antoine Duros    | Milieur défensif | EGHB Liffré                   |
| 6  | Vincent Durrmann | Milieur défensif | Portobello GAA                |
| 4  | Mathieu Crozet   | Milieu           | Bordeaux Gaelic Football      |
| 13 | Joris Besson     | Milieu           | Clermont Gaelic Football club |
| 2  | Hugo Brument     | Milieu           | EGHB Liffré                   |
| 15 | Mickaël Bonnet   | Milieu           | Clermont Gaelic Football club |
| 9  | Lilian Hirigoyen | Attaquant        | Paris Gaels GAA               |
| 3  | Antoine Botrel   | Attaquant        | EGHB Liffré                   |
| 11 | Nathanel Liné    | Attaquant        | Rennes Ar Gwazi Gouez         |

Entraîneur :   Olivier Kowarski
Capitaine :   Antoine Duros

### Sélectionneurs
|   | Période d'activité | Nom               |
| - | ------------------ | ----------------- |
| 1 | Depuis 2014        | Olivier Kowarski, |